# تپه قلعه قنبر علی
تپه قلعه قنبر علی مربوط به دوران پیش از تاریخ ایران باستان تا دوران‌های تاریخی پس از اسلام است و در شهرستان اراک، روستای داین واقع شده و این اثر در تاریخ ۱۱ دی ۱۳۸۰ با شمارهٔ ثبت ۴۶۲۹ به‌عنوان یکی از آثار ملی ایران به ثبت رسیده است.